# Macroxiphus
Macroxiphus — рід прямокрилих комах родини коників (Tettigoniidae). Рід поширений у Південно-Східній Азії та Мікронезії.

## Опис
Мірмекоморфний вид. Личинки цього виду мімікрують під мурах. Даний вид мімікрії допомагає сховатися від хижаків. Схожість з мурахами вражаюча — сегментоване тіло чорного кольору, велика голова, яку прикрашають довгі антени. Коли проходить остання линька, тіло стає типовим для дорослого коника.

## Види
- Macroxiphus globiceratus
- Macroxiphus nasicornis
- Macroxiphus sumatranus